# Basler Friedhöfe
Früher hatte in der Schweizer Stadt Basel fast jede Kirche ihren eigenen Friedhof oder Gottesacker oder setzte die Verstorbenen innerhalb ihrer Mauern bei. Infolge Platzmangel innerhalb der Stadt verlegte man die Friedhöfe mit der Zeit immer weiter an den Aussenrand der Stadt.

## Friedhöfe
Heute gibt es in Basel nur noch drei Friedhöfe, zwei in der Stadt Basel selber und den kantonalen Zentralfriedhof von Basel in der Vorortsgemeinde Riehen. In diesen Friedhöfen findet die Bevölkerung von Basel ihre letzte Ruhe und sie zeigen mit kunstvollen Grabdenkmälern und Grabsteinen inmitten gestalteter Natur ein Stück des beseelten Basel.

### Friedhof am Hörnli
Der Friedhof am Hörnli (47° 33′ 56″ N, 7° 38′ 22″ O) ist der Zentralfriedhof der Stadt Basel. Ein generelles Projekt für einen Zentralfriedhof für Basel wurde 1919 vom Grossen Rat genehmigt. Er wurde zwischen 1926 und 1932 nach Plänen des Architektenteams Bräuning, Burckhardt, Klingenfuss, Leu und Suter erbaut und wurde am 1. Juli 1932 eingeweiht. Er liegt etwas ausserhalb der Stadt am Fusse des Aussenberges in der Gemeinde Riehen und beherbergt rund 40'000 Gräber, Nischen und Familiengräber. Er ist rund 50 Hektar gross und präsentiert sich als symmetrisch angeordnete Gartenanlage. Das parkähnliche Areal ist in zwölf Grabfelder gegliedert, die sich durch ihre Nutzung, die architektonische Anordnung und die Bepflanzung voneinander abheben. Nur gerade etwa 22 % sind effektive Grabfläche und die Grün- und Waldflächen machen etwa 53 % aus.
Ein Spaziergang bis zum obersten Punkt lohnt sich, denn von hier aus eröffnet sich ein weiter Blick über Basel. Auf dem Friedhof werden durchschnittlich 500 Erd- und 2000 Feuerbestattungen pro Jahr durchgeführt.
Für Muslime hat es eigene Grabfelder, wo nach islamischem Ritus bestattet werden kann. Das erste wurde 2000 eingerichtet. Seit dieses Feld belegt ist, gibt es ein zweites Feld. Für die rituelle Leichenwaschung steht ein guteingerichteter Waschraum zur Verfügung.
Auf dem Friedhof befindet sich auch das Museum Sammlung Friedhof Hörnli, welches eine Vielzahl bedeutender Objekte der Basler und Schweizer Bestattungskultur zeigt.

### Wolfgottesacker
Siehe: Wolfgottesacker

## Kirchengräber
Neben den Gräberfeldern findet man auch noch einige Grabdenkmäler und Bestattungsplätze in den Basler Kirchen.

### Basler Münster

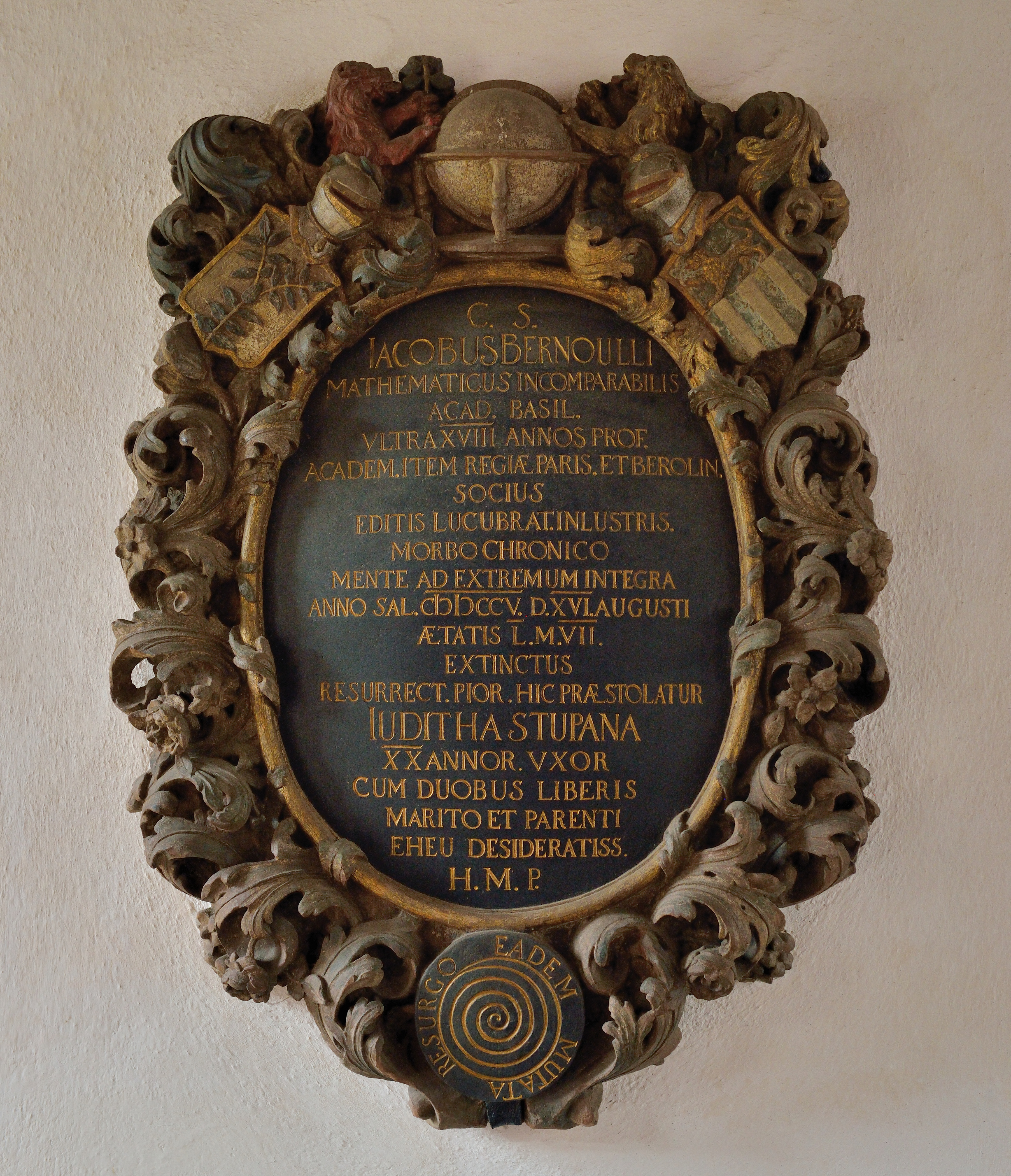
Grabmal am Basler Münster

Im Basler Münster befinden sich viele Grabmäler berühmter Basler und mit der Stadt verbundener Persönlichkeiten.
u. a. sind dies:
- Thomas Platter der Ältere (1499–1582), Humanist
- Johann Rudolf Wettstein (1594–1666), Bürgermeister
- Isaak Iselin (1728–1782), Philosoph
- Jakob I Bernoulli (1655–1705), Mathematiker

## Aufgehobene Friedhöfe
Die Einweihung des Friedhofs am Hörnli im Jahr 1932 mit seiner gewaltigen Kapazität bedeutete für alle anderen Gottesäcker Basels ausser dem Wolfgottesacker das Ende und sie wurden in der Folge aufgehoben.
- Spalengottesacker – Der Spalengottesacker war der erste Friedhof der Stadt, welcher ausserhalb der Stadtmauern angelegt wurde. Er war 1825 nach der Schliessung des Gottesacker zu St. Leonhard eröffnet worden und diente bis zur Eröffnung des Kannenfeldgottesacker im Jahr 1868 als solcher. 1851 erhielt der Friedhof eine Begräbniskapelle, welche nach der Stilllegung unter anderem ab 1920 bis zu ihrem Abbruch im Jahr 1943 von der Basler Stadtmusik als Vereins- und Übungslokal benutzt wurde. Die Begräbnisstätte wurde teilweise zur Anlage des Botanischen Gartens und des Botanischen Instituts und teilweise überbaut.

- Gottesacker St. Elisabethen – Mit der Eröffnung des Wolfgottesackers 1872 wurde jener von St. Elisabethen geschlossen. Er ist heute Bestandteil der Elisabethenanlage auf der anderen Seite des Centralbahnplatzes beim Bahnhof Basel SBB. Als einzigen Zeugen des Friedhofes kann man die ehemalige Leichenhalle von 1850 erkennen, welche heute als Gaststätte[1] genutzt wird.
- Friedhof am Totentanz – Im 13. Jahrhundert gründeten die Dominikaner das Predigerkloster an der Lottergasse (heutige Spitalstrasse), kurz darauf entstand auch der eingemauerte Friedhof bei der Predigerkirche. Um 1440 wurde auf der Innenseite der Friedhofsmauer ein Fresko mit dem Totentanz gemalt (möglicherweise von Konrad Witz und dessen Malerschule). 1805 wurde dieses Fresko und der grösste Teil des Friedhofs zerstört, auch das Familiengrab von Peter Ochs wurde beschädigt und an der Kirchenmauer der Predigerkirche neu eingerichtet. 1845 wurden auch diese Gräber aufgehoben.[2] Heute sind einige Grabplatten innerhalb der Predigerkirche zu sehen und aussen ist eine Gedenktafel für Peter Ochs[3] eingerichtet worden.

- St. Theodor-Gottesacker – Der Friedhof vor dem Riehentor diente den Kleinbaslern von 1831 bis 1890 als letzte Ruhestätte. Am 31. August 1890 nahm der Gottesacker die letzte sterbliche Hülle auf und anderntags wurde auf dem Horburg der neue Kleinbasler Friedhof eröffnet. Das Gelände des geschlossenen Friedhofs St. Theodor heisst heute Rosentalanlage und ist ein wichtiger Platz für den Jahrmarkt der Basler Herbstmesse, gleich neben der Mustermesse Basel. Zugleich ist die Anlage Standplatz für die nach Basel kommenden Zirkusse. Heute erinnert nur noch die nach Entwürfen von Melchior Berri im Jahr 1832 gebaute Abdankungshalle an den ursprünglichen Verwendungszweck des Platzes.

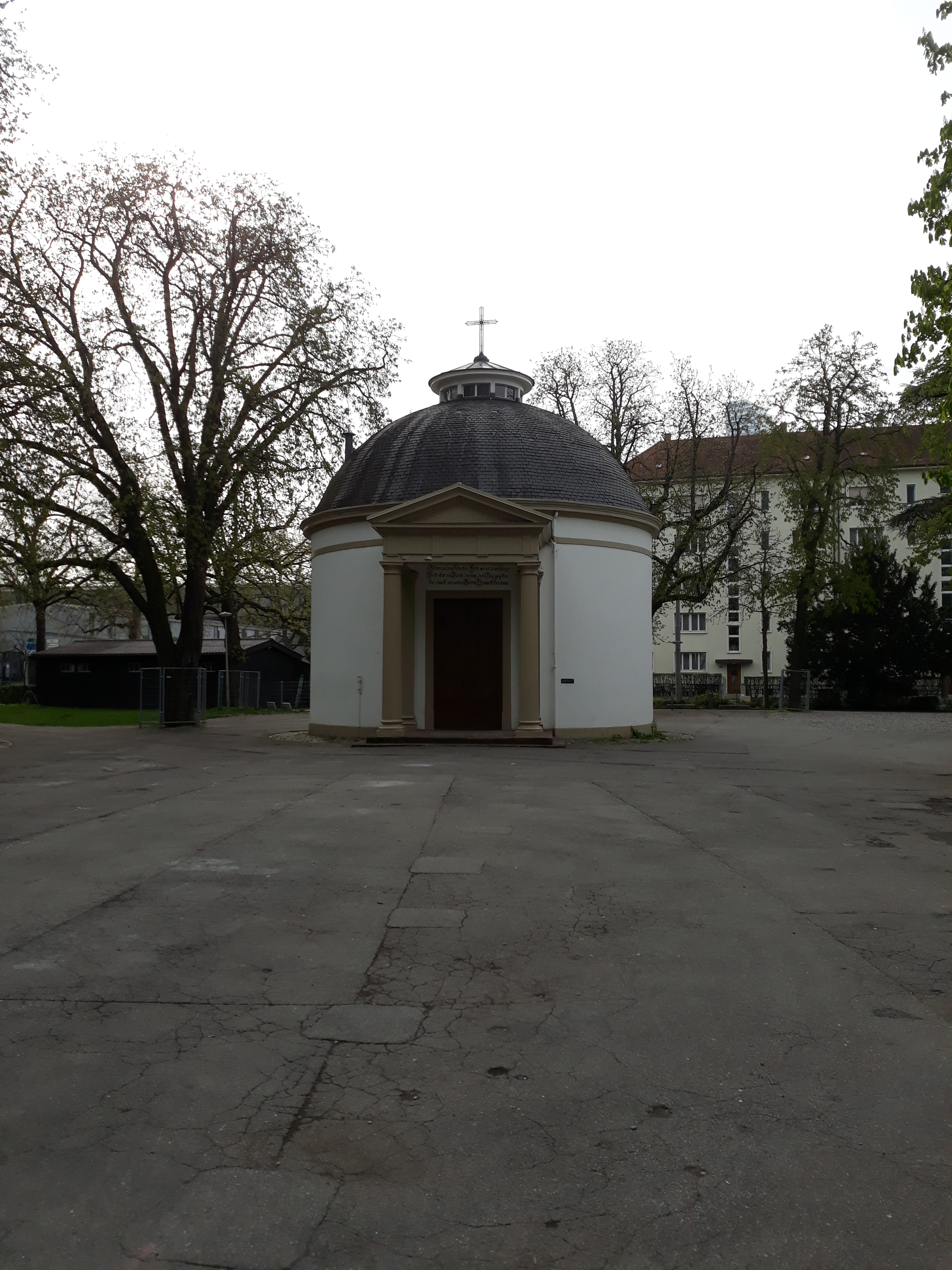
Abdankungshalle Rosentalanlage

- Gottesacker Kannenfeld – Der Friedhof Kannenfeld wurde 1868 eröffnet. 1951 wurde er durch den Zentralfriedhof am Hörnli ersetzt. Heute ist der Kannenfeldpark mit 8,5 ha die grösste und vielseitigste Parkanlage der Stadt Basel. Vom einstigen Friedhof blieben nebst dem mächtigen Eingangsportal an der Burgfelderstrasse die Einfriedungsmauer, das Gärtnerhaus und einige Denkmäler bestehen. Durch die Überbleibsel der Gräberbepflanzungen wechselt die Szenerie ständig.

- Gottesacker Horburg – Der Friedhof Horburg wurde als Ersatz für den zu klein gewordenen St. Teodors-Gottesacker am 1. September 1890 eröffnet und befand sich an der Klybeckstrasse im Kleinbasel. Auf diesem Friedhof befand sich auch das erste Krematorium der Stadt Basel und der Verein für Feuerbestattung in Basel musste viel Überzeugungsarbeit für den Bau einer Leichenverbrennungshalle leisten. Ein Teil der Bevölkerung war gegen den Einzug des offiziellen Neuheidenthums in Basel und auch die Regierung hegte Bedenken hinsichtlich nachträglich nicht mehr feststellbarer Todesursachen durch Verbrechen. In dem von Architekt Leonhard Friedrich projektierten kapellenartigen Gebäude fand am 15. Dezember 1897 die erste Probeverbrennung statt und die Inbetriebnahme erfolgte im Januar 1898. 1932 war der Friedhof aber auch schon wieder zu klein und nach 20'290 Bestattungen mussten auch seine Tore geschlossen werden. Man verlegte die Beerdigungen und das Krematorium in den neuen Basler Zentralfriedhof am Hörnli. 1951 wurde das Gelände in einen Park umgewandelt.

- Äusserer St. Johann-Gottesacker – Dieser Friedhof bestand von 1845 bis 1868 und war der Spitalfriedhof des 1842 geschaffenen Spitales im Markgräfler Hof. Er wurde auf einer Matte des ehemaligen Johanniterordens ausserhalb der Stadtmauer zwischen der Ausfallstrasse ins Elsass und dem linken Rheinufer beim St. Johanns-Tor eingerichtet. Ab 1868 benutzte das Baudepartement das Gelände für die städtische Pflanzschule, welche 1886 in die Stadtgärtnerei überging. Heute ist das Gelände teilweise überbaut oder Teil des Grünparkes St. Johann.